# John Anthony Dew
John Anthony Dew (* 1950) ist ein britischer Diplomat. Seit 2008 ist er britischer Botschafter in Kolumbien.

## Leben
Dew trat 1973 in den auswärtigen Dienst ein.
1975 war Dew in Tunja Boyacá.
Von 1975 bis 1978 war Dew in Caracas zunächst dritter, später zweiter Botschaftssekretär
Von 1979 bis 1983 war Dew in London im Foreign and Commonwealth Office – FCO
Von 1983 bis 1987 war Dew in Paris Delegierter der britischen Regierung bei der Organization for Economic Co-operation and Development (OECD) mit der Besoldung eines ersten Sekretärs.
Von 1987 bis 1992 war Dew im FCO, stellvertretender Leiter der Abteilung Republic of Ireland, Falkland Islands und der Abteilung für Resource Management
Von 1992 bis 1996 war Dew in Dublin, stellvertretender Leiter der Botschaft.
Von 1996 bis 1999 war Dew in Madrid, stellvertretender Leiter der Botschaft mit der Besoldung eines Ministers.
Von 2000 bis 2003 war Dew im FCO, Leiter der Abteilung Lateinamerika und Karibik.
Von 2003 bis 2004 war Dew in London, zu Lehman Brothers investment bank abgeordnet.
Von 2004 bis 2008 war Dew britischer Botschafter in Kuba.
Seit 2008 ist Dew britischer Botschafter in Kolumbien. John Dew ist verheiratet und hat drei Töchter.

## Veröffentlichung
- Prospects for Iraq Some Lessons from Historiy. John Dew for Lehmann Brothers 2004.[4]

| Vorgänger                     | Amt                                                | Nachfolger    |
| ----------------------------- | -------------------------------------------------- | ------------- |
| Paul Webster Hare             | britischer Botschafter in Kuba 2004 bis 2008       | Diana Melrose |
| 2004–2008: Haydon Warren-Gash | britischer Botschafter in Kolumbien 2008 bis jetzt | —             |